# Allery
Allery (picardisch: Ary) ist eine nordfranzösische Gemeinde mit 826 Einwohnern (Stand 1. Januar 2022) im Département Somme in der Region Hauts-de-France. Die Gemeinde liegt im Arrondissement Abbeville und ist Teil der Communauté de communes Somme Sud-Ouest und des Kantons Gamaches.

## Geographie
Die Gemeinde liegt nördlich der Départementsstraße D936 von Oisemont nach Airaines, durch die die aufgelassene Bahnstrecke von Longpré-les-Corps-Saints an der Somme nach Gamaches an der Bresle verlief, unmittelbar westlich von Airaines und vier Kilometer südlich von Hallencourt im Quellgebiet des Ruisseau de Dreuil, eines linken Zuflusses des Flüsschens Airaines.

## Einwohner
| 1962 | 1968 | 1975 | 1982 | 1990 | 1999 | 2006 | 2011 |
| ---- | ---- | ---- | ---- | ---- | ---- | ---- | ---- |
| 911  | 911  | 863  | 790  | 736  | 752  | 759  | 804  |

## Religion
Die Dreifaltigkeitskirche in Allery ist eine Filialkirche der Pfarrei St. Dionysius (Saint-Denis) mit Sitz in Airaines, die zum Dekanat Vimeu-Land (Secteur Vimeu-Rural) des katholischen Bistums Amiens gehört.

## Sehenswürdigkeiten
- Auf das 12. Jahrhundert zurückgehende, 1920 als Monument historique klassifizierte Dreifaltigkeitskirche (Église de la Trinité)[1]
- Kriegerdenkmal

## Persönlichkeiten
- François Théophile Désiré Bretel, Ritter der Ehrenlegion, 1784 hier geboren.